# Alessandri (famiglia)

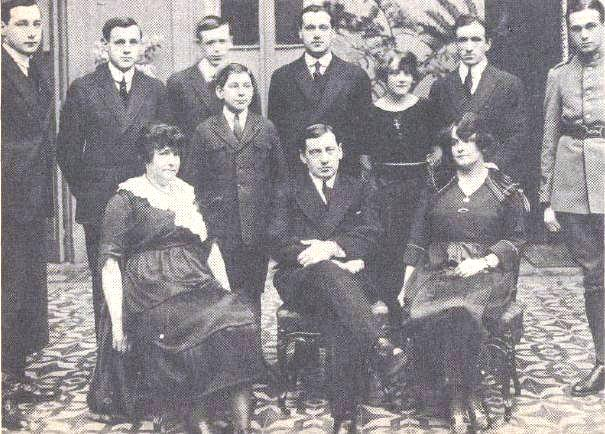
La Famiglia Alessandri nel 1920, dalla quale vengono due Presidenti del Cile: Arturo Alessandri (al centro della foto, seduto) e Jorge Alessandri

La Famiglia Alessandri è una famiglia del Cile d’origine piemontese. Si fece conoscere nel diciannovesimo secolo ma divenne importante e determinante per la storia del paese nel ventesimo secolo. Alcuni suoi membri hanno giocato (e giocano ancora) un ruolo significativo nella politica cilena.
Il primo Alessandri giunto in Cile, su una nave che partiva da Pisa, è stato Giuseppe Pietro Alessandri Tarzi. Vi arrivò nel 1821 come console del Regno di Sardegna e prese sede a Santiago del Cile.
Due Alessandri sono stati presidenti del Cile, accademici e si sono distinti nello sviluppo del paese. 
I suoi membri più noti sono:
- José Pedro Alessandri Palma (1864–1923), politico e businessman
- Arturo Alessandri Palma (1868–1950), politico, senatore, due volte Presidente del Cile (1920–1925) e (1932–1938)
- Rosa Ester Rodríguez Velasco, First Lady del Cile (1920–1925) e(1932–1938)
- Arturo Alessandri Rodríguez (1895 - 1975): avvocato e scrittore, decano del diritto.
- Jorge Alessandri Rodríguez (1896–1986), politico e businessman, Presidente del Cile (1958–1964), candidato presidente nel 1970
- Fernando Alessandri Rodríguez (1897–1982), politico e candidato presidente nel 1946
- Gilberto Alessandri Palma (1858?), fratello di Arturo Alessandri Palma, primo dentista a Punta Arenas
- Hernán Alessandri Rodríguez (1900–1982), medico e professore, preside di medicina
- Eduardo Alessandri Rodríguez (1903–1973), politico, avvocato, deputato e senatore
- Arturo Alessandri Besa (1923), politico, avvocato, senatore e candidato presidente nel 1993
- Silvia Alessandri Montes (1927), politico
- Gustavo Alessandri Valdes (1929), politico e businessman
- Hernán Alessandri Morandé (1935 - 2007): sacerdote schönstattiano
- Gustavo Alessandri Balmaceda (1961), politico
- Magdalena Matte Lecaros (b. 1950), ingegnera civile e, politica, pronipote di Arturo Alessandri Palma
- Gustavo Alessandri (1861) ingegnere ,Pisa

## Risultati nelle elezioni presidenziali degli Alessandri
| Anno Elezione Presidenziale | Candidato                     | Voti      | Percentuale voti | Risultato  |
| 1931                        | Arturo Alessandri Palma       | 99.075    | 34,77%           | Non Eletto |
| 1932                        | Arturo Alessandri Palma       | 187.914   | 54,8%            | Eletto     |
| 1946                        | Fernando Alessandri Rodríguez | 131.023   | 27,34%           | Non Eletto |
| 1958                        | Jorge Alessandri Rodríguez    | 389.909   | 31,18%           | Eletto     |
| 1970                        | Jorge Alessandri Rodríguez    | 1.036.278 | 34,9%            | Non Eletto |
| 1993                        | Arturo Alessandri Besa        | 1.701.324 | 24,41%           | Non Eletto |